# Sid Abel
Sidney Gerald Abel, detto Sid (Melville, 22 febbraio 1918 – Farmington Hills, 8 febbraio 2000), è stato un hockeista su ghiaccio e allenatore di hockey su ghiaccio canadese.
Anche il fratello George Abel è stato un hockeista su ghiaccio.

## Carriera
Per due volte è stato inserito nella NHL First Team All-Star: nel 1949 e nel 1950. In National Hockey League (NHL) ha vestito per molti anni la maglia dei Detroit Red Wings (1938/39, 1939/40, 1940-1943, 1945-1952), oltre a quella dei Chicago Black Hawks a fine carriera (1952-1954). In American Hockey League (AHL) invece ha giocato con Pittsburgh Hornets e Indianapolis Capitals tra la fine degli anni '30 e i primi anni '40. Ha vinto la Stanley Cup per tre volte (1943, 1950 e 1952).
Da allenatore ha guidato i Chicago Black Hawks per due stagioni (1952/53 e 1953/54), i Detroit Red Wings (dal 1957 al 1970), i St. Louis Blues (1971/72) ed i Kansas City Scouts (1975/76).